# 高尿酸尿症
高尿酸尿症（こうにょうさんにょうしょう、英: Hyperuricuria）とは、尿中尿酸排泄量が過剰である状態である。
尿酸結石の原因となる他、尿酸結晶を結晶核とした他成分結石が生成され得る。

## 定義
軽度高尿酸尿症は、男性では尿中尿酸800mg/日超（5mmol/日超）、女性では750mg/日超（4mmol/日超）と定義され、重度の高尿酸尿症は、尿中尿酸1500mg/日超（9mmol/日超）とされる。

## 原因
通常、食物由来のプリン体は排泄される尿酸の2割であるが、高尿酸尿症の尿酸はほぼ常にプリン体の過剰摂取に起因する。

## 予防
運動後にミネラルウォーターを多量摂取しても尿中尿酸排泄量を増加させないが、スポーツドリンクを摂取すると尿中尿酸排泄量と尿酸分画排泄量が増加する。